# Яхимович, Алексей
Алексей Яхимович (эст. Aleksei Jahhimovitš; 30 марта 1990, Силламяэ) — эстонский футболист, защитник.

## Биография
Воспитанник клуба «Калев» (Силламяэ). В 2006 году начал играть за основную команду своего клуба, с которой за два сезона поднялся из второй лиги Эстонии в высшую. Дебютный матч в высшей лиге сыграл 8 марта 2008 года против «Таммеки».
В 2009 году перешёл в «Тулевик» (Вильянди). В 2010 году перешёл в таллинскую «Флору», где провёл три сезона, но только в первом сезоне был игроком стартового состава. В составе «Флоры» — чемпион Эстонии 2010 и 2011 годов, обладатель Кубка и Суперкубка Эстонии. Принимал участие в матчах еврокубков. В 2013 году перешёл в таллинскую «Левадию», где в первом сезоне также был основным игроком и завоевал чемпионский титул.
В мае 2014 года стал фигурантом дела о договорных матчах, в рамках которого несколько десятков эстонских футболистов обвинялись в манипулировании результатами на ставках. В частности, Яхимовичу помимо прочего вменялось намеренное влияние на результат в матчах молодёжной сборной Эстонии. В итоге он получил полугодовую дисквалификацию и пропустил остаток сезона 2014 года.
В 2015 году выступал в высшей лиге за клуб «Транс» (Нарва), затем завершил профессиональную карьеру и недолго играл за любительский клуб «Форца» (Таллин). В дальнейшем также играл в чемпионате страны по футзалу.
Всего в высшей лиге Эстонии сыграл 163 матча и забил 6 голов.
Выступал за сборные Эстонии младших возрастов, провёл около 50 матчей. Является одним из лидеров по числу матчей за сборную 21-летних в истории.

## Достижения
- Чемпион Эстонии: 2010, 2011, 2013
- Обладатель Кубка Эстонии: 2010/11
- Обладатель Суперкубка Эстонии: 2011 (не играл), 2012 (не играл), 2013